# Релизан (област)
Релизан (на арабски: ولاية غليزان) е област на Алжир. Населението ѝ е 726 180 жители (по данни от април 2008 г.), а площта 4870 кв. км. Намира се в часова зона UTC+01. Телефонният ѝ код е +213 (0) 46. Административен център е Релизан.